# Le Droit Humain

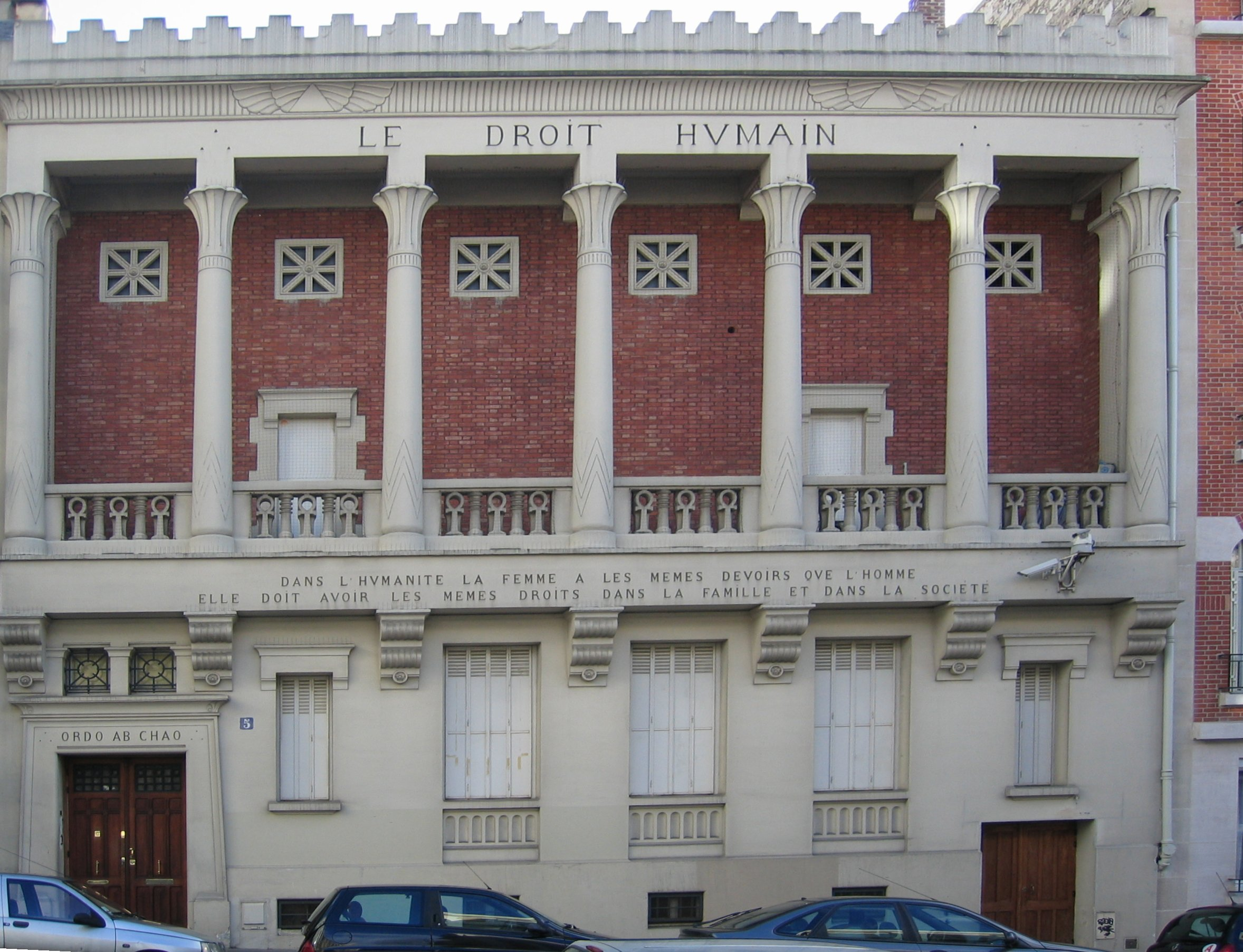
Le Droit humain, Paris

Le Droit Humain (auch: Internationaler Freimaurerorden für Männer und Frauen, Ordre Maçonique Mixte International „Le Droit Humain“(„Menschenrecht“)) wurde im Jahr 1893 durch die Franzosen Maria Deraismes und Georges Martin gegründet. Der Orden mit Sitz in Paris ist in über 60 Staaten und auf fünf Kontinenten vertreten.

## Geschichte
Die Freimaurergroßloge Grand Orient de France lud Maria Deraismes zu einem Vortrag über die Gleichberechtigung der Frau ein. Die Aufnahme von Frauen in die Logen wurde jedoch ungeachtet dieser Wertschätzung weiterhin abgelehnt. Im Gegensatz dazu war der Pariser Arzt, Senator und „Conseiller Général“ George Martin davon überzeugt, dass Frauen eine wichtigere Stellung in der Gesellschaft und der Freimaurerei einnehmen sollten. Aus diesem Grund setzte er sich gemeinsam mit Maria Deraismes mehr als 10 Jahre lang für die Öffnung der Freimaurerei für Frauen ein. Diese Bemühungen blieben jedoch ergebnislos.
In Le Pecq wurde die Männerloge Les Libres Penseurs von der Grande Loge Symbolique Ecossaise de France unabhängig und nahm am 14. Januar 1882 Maria Deraismes auf. Seit den Zeiten des Mopsordens und des Rite d'adoption im 18. Jahrhundert war sie damit eine der ersten Frauen, die in die moderne Freimaurerei aufgenommen wurde. Nach heftigen Protesten führte dies allerdings zur Schließung der Loge. So beschlossen George Martin und Maria Deraismes, die erste moderne Loge der Welt zu gründen, die sowohl Männer als auch Frauen als Mitglieder akzeptierte. Am 14. März 1893 wurden 16 Frauen eingeweiht. Eine gemischtgeschlechtliche Freimaurerei und die Obödienz waren entstanden.
Diese Großloge gründete in den folgenden Jahren Logen auf der ganzen Welt. Anlässlich eines Esperanto-Kongresses in Frankfurt am Main wurde im Jahre 1921 die erste Loge von Le Droit Humain in Deutschland mit dem Namen „Goethe“ gegründet. Weitere Logen in Hamburg („Hansa“, 1924) und Berlin („Zur Erkenntnis“, 1929) folgten. Die deutsche Jurisdiktion von Le Droit Humain umfasst aktuell drei blaue Logen, ein Dreieck sowie eine Hochgradloge:
Blaue Logen:
- Loge „Albert Schweitzer“ in Berlin
- Loge „Ordnung des Herzens“ in Mannheim
- Loge „Unionskette über dem freien Rhein“ in Düsseldorf

Sonstige Werkstätten:
- Dreieck „Ein.Stein“ in Kehl
- Perfektionsloge „Hermes Trismegistos“ in Mannheim und Berlin

Zum 1. Januar 2020 umfasste der Orden international rund 32.000 Mitglieder in mehr als 60 Staaten auf allen 5 Kontinenten.
| Zeitraum   | Name/Anmerkungen                                                                                   |
| ---------- | -------------------------------------------------------------------------------------------------- |
| 1893–1894  | Maria Deraismes (1828–1894)                                                                        |
| 1894–1914  | Marie Georges Martin (1848–1914), Ehefrau von Georges Martin, dem Mitbegründer des Le Droit Humain |
| 1914–1918  | Marie Bonnevial (1841–1918), französische Sozialistin und Lehrerin                                 |
| 1919–1928  | Eugène Piron (1863–1929), französischer Sozialist und Chemiker                                     |
| 1929–1934  | Lucien Levi (1882–1935), französischer Chemiker und Schriftsteller                                 |
| 1934–1947  | Henri Petit (1868–1955), französischer Versicherungsexperte                                        |
| 1947–1954  | Marguerite Martin (1877–1956), französische Sozialistin, Lehrerin, Feministin und Pazifistin       |
| 1954–1969  | Charles Cambillard (1892–1982), französischer Anglistiker                                          |
| 1969–1983  | Andre Clément, aus Frankreich                                                                      |
| 1983–1987  | Jacques Choisez, aus Belgien                                                                       |
| 1987–1997  | Marc Grosjean (?–2012), aus Frankreich                                                             |
| 1997–2007  | Njörður P. Njarðvik (* 1936), isländischer Schriftsteller                                          |
| 2007–2012  | Danielle Juette (* 1946), französische Ärztin                                                      |
| 2012–2017  | Yvette Ramon (Frankreich)                                                                          |
| 2017–2022  | Daniel Bolens (Schweiz)                                                                            |
| 2022–heute | René Motro (Frankreich)                                                                            |